# Guy Standing
Guy Standing (* 9. února 1948) je britský ekonom a profesor na School of Oriental and African Studies v rámci Londýnské univerzity. Zabývá se především tématy ekonomie práce a nezaměstnaností. Jeho nejznámější knihou je The Precariat: The New Dangerous Class, ve které popisuje novou sociální třídu zvanou prekariát.

## Vybraná bibliografie
- STANDING, Guy. Global labour flexibility: seeking distributive justice. New York: St. Martin's Press, 1999. Dostupné online. ISBN 9780333776520. (anglicky)
- STANDING, Guy. Beyond the new paternalism: basic security as equality. Londýn, New York: Verso, 2002. Dostupné online. ISBN 9781859843451. (anglicky)
- STANDING, Guy; NOVEMBER, Andràs. Un revenu de base pour chacun(e). Ženeva: Bureau international du travail, 2003. ISBN 9789222151264. (francouzsky)
- STANDING, Guy. Promoting income security as a right Europe and North America. Londýn: Anthem Press, 2005. ISBN 9780857287328. (anglicky)
- STANDING, Guy. Work after globalization: building occupational citizenship. Cheltenham, UK Northampton, Massachusetts: Edward Elgar, 2009. Dostupné online. ISBN 9781848447783. (anglicky)
- STANDING, Guy; JHABVALA, Renana; UNNI, Jeemol; RANI, Uma. Social income and insecurity: a study in Gujarat. Londýn, New York: Routledge, 2010. Dostupné online. ISBN 9780415585743. (anglicky)
- STANDING, Guy. The Precariat. Londýn: Bloomsbury Academic, 2011. ISBN 9781849664554. (anglicky)
- STANDING, Guy. A Precariat Charter: from denizens to citizens. Londýn, New York: Bloomsbury Academic, 2014. Dostupné online. ISBN 9781472510396. (anglicky)